# Noctu
Noctu ist eine 2015 gegründete Funeral-Doom-Band.

## Geschichte
Noctu wurde 2015 als Soloprojekt, von dem unter dem gleichnamigen Pseudonym agierenden Musiker, in Crema gegründet. Zeitgleich initiierte der Musiker Noctu das Black-Metal-Projekt Atra Mors. Im April 2016 debütierte die Band Noctu mit der über GS Productions veröffentlichten EP Tempus Abire Tibi Est. Im darauf folgenden Jahr erschien, ebenfalls über GS Productions das Album Illuminandi - Esoterica illuminazione ermetica, gefolgt von einer Kompilation unveröffentlichten Materials, die 2019 zum Download im Selbstverlag erschien. Für die Veröffentlichung des zweiten Studioalbums Gelidae Mortis Imago im Mai 2020 schloss Noctu einen Vertrag mit Transcending Obscurity Records ab. Die Resonanz auf die ersten Veröffentlichungen des Projektes fiel zumeist verhalten positiv aus, derweil das Album Gelidae Mortis Imago bereits im Voraus weitreichend positiv besprochen wurde.

## Stil
Die Musik von Noctu wird dem Funeral Doom zugeordnet. Das Webzine Doom-Metal.com beschreibt die Musik als eine „kalte, trostlose und düstere“ Variante des Genres, die aus „unerbittlich langsamen, herausgezogenen Gitarren- und Schlagzeugspiel unter schmerzhaften Keyboard- und Synth-Melodien und einem harschen halb geflüstertem Growling“ besteht. Als Vergleich wird auf Hierophant verwiesen. Laut Riccardo Veronese vermittelt die Musik das Bild einer Person die „lebendig begraben ist, nach der Oberfläche greift [und] nach Atem schnappt“.

## Diskografie
- 2016 Tempus Abire Tibi Est (EP, GS Productions)
- 2017: Illuminandi - Esoterica illuminazione ermetica (Album, GS Productions)
- 2019: Compendium Mortis - A Compilation in Respect of Death (Kompilation, Selbstverlag)
- 2020: Gelidae Mortis Imago (Album, Transcending Obscurities Records)
- 2021: Outlaw Doom - Sad Songs From Southern Europe (EP, Illuminandi Service)
- 2022: Norma Evangelium Tenebris (Album, Dusktone)
- 2023: Evolutio Doloris (Download-EP, Selbstverlag)
- 2024: Lacrime Di Agonia (Download-Single, Selbstverlag)
- 2024: Super Illius Specula (Album, Nova Era Records)